# Permanganat
Permanganat er betegnelsen for ionen MnO4−, i hvilken grundstoffet mangan optræder i sit højeste oxidationstrin (+7). Salte, hvori permanganationen indgår, kaldes tillige permanganater, f.eks. kaliumpermanganat. Permanganat er et kraftigt oxidationsmiddel. Oxygenatomerne i permanganat er arrangeret omkring manganatomet i en tetraederstruktur. Vandige opløsninger af permanganat fremtræder kraftigt rødviolette.

## Kemi
I sur opløsning reduceres permanganat til farveløse eller svagt lyserøde Mn2+-ioner (hvori mangan har oxidationstrinnet +2).
8 H+ + MnO4− + 5 e− → Mn2+ + 4 H2O
I stærkt basisk opløsning reduceres permanganat til manganat, MnO2−4, i hvilken mangan har oxidationstrinnet +6. Manganat fremtræder grøn.
MnO4− + e− → MnO2−4
I neutral opløsning vil permanganat reduceres til brun MnIV i form af MnO2 (brunsten).
2 H2O + MnO4− + 3 e− → MnO2 + 4 OH−
I salpetersur vandig opløsning oxideres alle manganforbindelser med oxidationstrin mindre end +7 af mønje (Pb3O4) eller natriumbismuthat(V) (NaBiO3) til permanganat.